# Ahmed Kalouaz
Ahmed Kalouaz est un écrivain français 
né le 12 janvier 1952 à Arzew, en Algérie. Il a publié plus d'une quarantaine d'ouvrages (poésie, nouvelles, roman, théâtre, textes pour la jeunesse). Il vit à Villeneuve-lès-Avignon dans le sud de la France.

## Biographie
La même année 1952 où Ahmed nait à Arzew, son père, ancien tirailleur, trouve du travail dans le bâtiment, dans la Matheysine, au sud de l'Isère. Il fait rapidement venir sa famille qui s'installe dans les villages de Prunières puis de Monteynard, non loin de La Mure ,. Ce parcours familial inspirera certains de ses romans: Avec tes mains, en 2009, en hommage à son père et Une étoile aux cheveux noirs, en 2011, en hommage à sa mère.

## Œuvre
- Telex en feu, théâtre, pour la compagnie grenobloise Les Inachevés
- Point kilométrique 190, roman, L'Harmattan, 1986.
- Double Soleil, théâtre (Maison de la Culture Grenoble, 1989)
- Leçons d'absence, récit, Noël Blandin, 1991.
- Péninsule de Valdès, théâtre (1992 Nec Saint Étienne)
- De Barcelone au silence, roman, L'Harmattan, 1994.
- On devrait tuer les vieux footballeurs, théâtre (Théâtre de la Croix Rousse, 1994)
- Attention fragiles, récit, Le Bruit des autres, 1997.
- Avant Quimper, théâtre, Le Bruit des autres, 1997.
- On devrait tuer les vieux footballeurs, théâtre, Le Bruit des autres, 1998.
- Absentes, Éditions du Rou
- Le Vol du papillon, pièce en 12 rounds, Le Bruit des autres, 2000.
- J'ai ouvert le journal, récit, Le Bruit des autres, 2002.
- Reste dans mon épaule, récit, Le Bruit des autres, 2003.
- Bleus de travail, théâtre (Scène Nationale de Cavaillon, 2003)
- Je me souviens du paradis, nouvelles, Le Bruit des autres, 2004.
- Geronimo, dans ma poitrine un nuage s'endort, Le Bruit des autres, 2005.
- Ce que la vie fera de nous, nouvelles, La Passe du vent, 2006.
- Le Retour à Volonne, nouvelles, Le Bruit des autres, 2007.
- Sortie de route, éd. d'un Monde à l'autre 2009
- Un maquisard dans la cité, Seuil Jeunesse 2009.
- Ibrahim, clandestin de 15 ans, Oskar, coll. « Cadet histoire et société, 2009 ».
- Si j'avais des ailes, Actes Sud Junior, 2008.
- La Part de l'ange, Éditions Le Bruit des Autres, 2009.
- Avec tes mains, Éditions du Rouergue, La Brune, 2009, prix Beur FM Méditerranée 2010, prix Léo Ferré 2010, prix Café Littéraire de Bollène (Calibo) 2010
- Jusqu'à la grotte de la Luire : Résistants dans le Vercors, Oskar éditions 2010
- La première fois on pardonne, Rouergue, doAdo, 2010.
- Traversées, photos de Christiane Sintès, Éditions Le Bruit des Autres, 2010.
- Un monde à l'envers, avec Thierry Renard, Éditions Le Bruit des Autres, 2010.
- Ma mère seras-tu là ?, Éditions du Rouergue, 2011.
- Je préfère qu'ils me croient mort   Rouergue, doAdo, 2011.
- Une étoile aux cheveux noirs, Éditions du Rouergue, 2011.
- Les Fantômes d'octobre : 17 octobre 1961, Oskar jeunesse, 2011.
- Les Chiens de la presqu'île, Éditions du Rouergue, 2012.
- Paroles buissonnières, Éditions Le Bruit des Autres, 2012.
- À l'ombre du jasmin, Éditions du Rouergue, 2012
- À l’école du renard, Éditions Le Bruit des Autres, 2013.
- Les solitudes se ressemblent, Éditions du Rourgue, 2014. Prix du livre Lorientales 2015.
- La chanson pour Sonny, Rouergue, doAdo, 2015.
- Juste écouter le vent, Rouerge 2015

- Les Regard des autres , Rouergue, 2016
- La Maraude, Rouergue, Octobre 2016